# 湛藍而溫柔
《湛藍而溫柔》（日語：蒼く 優しく），是日本樂團可苦可樂的第15張單曲和代表作之一。2007年11月7日發行。

## 簡介
前作《蕾》約7個月之後發行。
被用作反町隆史主演的日本電視台電視劇《揮棒人生》的主題曲。是可苦可樂第六次演唱電視劇主題曲，連續五首單曲主打歌被用作電視劇主題曲。其中四作都是被用作與可苦可樂同經紀公司的研音的演員主演的電視劇主題曲，是業務提攜的結果。
單曲在Oricon公信榜最高排行第2位。總銷量超過20萬張。
發售超過一年後，歌曲在2008年11月被用作日本航空的電視廣告歌曲，2009年1月又被用作岩手電視台開局40週年的廣告宣傳歌曲。

## 收錄曲目
全作詞、作曲：小淵健太郎、編曲:可苦可樂
1. 湛藍而溫柔（蒼く 優しく）
  - 日本電視台電視劇《揮棒人生》的主題曲
2. 你的顏色（君色）
3. 紅線 ～Live at 大阪城HALL 2007.07.05～（赤い糸 ～Live at 大阪城ホール 2007.07.05～）
4. 湛藍而溫柔 (Instrumental)
5. 你的顏色 (Instrumental)

## 外部連結
- 湛藍而溫柔 初回盤 （页面存档备份，存于）
- 湛藍而溫柔 通常盤 （页面存档备份，存于）